# Rapagna
Rapagna, Rapogna, Rapagnasgnach o Rapagnasgnak (in croato: Raparašnjak) è un isolotto disabitato della Dalmazia settentrionale in Croazia; si trova nel mare Adriatico a nord-ovest di Zuri, fa parte dell'arcipelago di Sebenico. Amministrativamente appartiene al comune di Sebenico, nella regione di Sebenico e Tenin.

## Geografia
Rapagna è situato tra il canale di Zuri (Žirjanski kanal) e la Bocca di Samogrado, 1,1 km a nord-ovest di punta Zuri, detta anche punta Maestrale o punta Maestrale di Zirie. L'isolotto, di forma arrotondata, ha una superficie di 0,022 km², uno sviluppo costiero di 0,56 km e un'altezza di 14 m. Sull'isolotto c'è un faro di segnalazione.

### Isole adiacenti
- Samogrado (Samograd), a nord-ovest, a 2,1 km[2].
- Miccovizza[5][14] o scoglio Ostrizza[7][15] (Mikavica), situato 2,1 km circa a est[2]; ha una superficie di 5242 m²[16], uno sviluppo costiero di 294 m[16] e un'altezza di 5 m[2] 43°40′44″N 15°36′54″E.
- Scoglio Botticella[7][17] (hrid Bačvica o Brtužela), 2,2 km[2] a sud-ovest; ha una superficie di 1372 m²[16] e un'altezza di 5 m[2] 43°40′21″N 15°33′33″E.
- Nosdra[5][8][18], Nosdre[6][7] o Narice[4] (Nozdra), scoglio situato 1,3 km[2] a sud-est, di fronte alle valli Nosdra[5] o Nosdre[7] (uvala Nozdra mala e Nozdra vela); ha una superficie di 2005 m²[16] e un'altezza di 5 m[2] 43°40′10″N 15°35′34″E.

### Cartografia
- (HR) Mappa topografica della Croazia 1:25000, su preglednik.arkod.hr. URL consultato l'11 ottobre 2017.
- G. Giani, Carta prospettiva delle Comuni censuarie della Dalmazia, foglio 6, 1839. Fondo Miscellanea cartografica catastale, Archivio di Stato di Trieste.
- Carta di cabottaggio del mare Adriatico, foglio VII, Milano, Istituto geografico militare, 1822-1824. URL consultato l'11 ottobre 2017 (archiviato dall'url originale il 13 aprile 2013).